# Denis Johnston

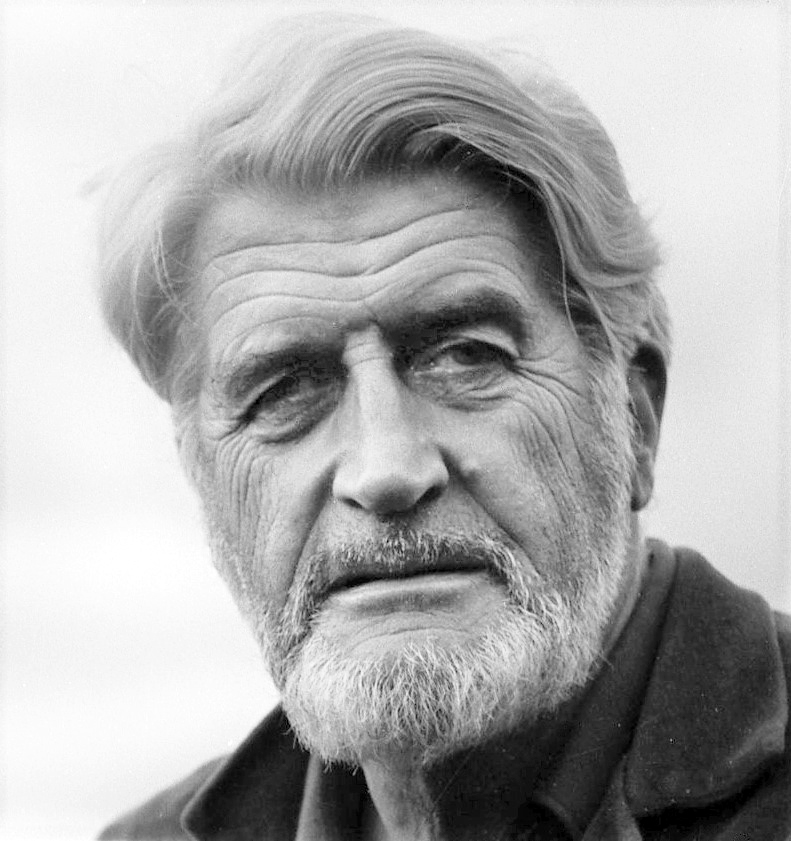
Denis Johnston (1968)

William Denis Johnston OBE (* 18. Juni 1901 in Dublin; † 8. August 1984) war ein irischer Dramatiker.

## Leben

### Herkunft, Studium und literarisches Debüt
Nach dem Schulbesuch studierte der Sohn von William Johnston, einem Richter am High Court sowie 1939 am Supreme Court of Ireland, Rechtswissenschaft an der University of Cambridge sowie der Harvard University und erhielt 1925 die anwaltliche Zulassung sowohl in England am Inner Temple als auch in Irland.
Neben einer Tätigkeit als Rechtsanwalt begann er Ende der 1920er seine schriftstellerische Laufbahn. Sein impressionistisches und sprachexperimentelles Drama Shadowdance wurde von Lady Isabella Augusta Gregory zur Aufführung am Abbey Theatre in Dublin abgelehnt. Lady Gregory, die als sehr konservativ galt, schrieb als Johnston sein Stück einreichte, „The Old Lady says No“ (Die alte Dame sagt „Nein“) auf die Titelseite des Manuskripts. Johnson entschied sich sein Stück umzubenennen und letztendlich wurde es als „The Old Lady says No“ im Gate Theatre 1928 uraufgeführt und wurde dort ein großer Publikumserfolg.
Auf dieses Bühnenwerk folgte The Moon on the Yellow River (1931) und einige weitere Stücke in den nächsten drei Jahrzehnten, wobei er zwischen 1931 und 1936 selbst Direktor des Gate Theatre war. Sein Hang zum Grotesken wurde auch in A Bride for the Unicorn (1933) deutlich.
1936 wurde er Mitarbeiter der British Broadcasting Corporation (BBC), blieb aber weiterhin auch literarisch tätig und verfasste beispielsweise 1936 zusammen mit Ernst Toller Blind Man’s Buff.

### Zweiter Weltkrieg und Hochschullehrer
Während des Zweiten Weltkrieges war er als Kriegsberichterstatter im Nahen Osten und Mittleren Osten, aber auch in Deutschland, Frankreich und Italien tätig. Für seine Verdienste wurde ihm 1946 das Offizierskreuz des Order of the British Empire verliehen und er war für einige Jahre Programmdirektor für das Fernsehprogramm der BBC.
1950 nahm er den Ruf auf eine Professur für Englische Sprache und Englische Literatur am Mount Holyoke College in Massachusetts und übte diese Lehrtätigkeit zehn Jahre lang bis 1960 aus.
Während dieser Zeit schrieb er auch sein erstes autobiografisches Werk: Nine Rivers from Jordan (1953), in dem er seine Kriegserlebnisse schilderte. Außerdem verfasste er eine Biografie von Jonathan Swift, die 1959 unter dem Titel In Search of Swift erschien, sowie das Libretto zu der Oper Sechs Personen suchen einen Autor (1959) von Hugo Weisgall nach dem gleichnamigen Theaterstück von Luigi Pirandello. 
In den 1960er und 1970er Jahren war er zeitweise Gastprofessor an einigen Universitäten der Vereinigten Staaten. 1977 erschien mit A Brazen Head eine weitere Autobiografie. Zuletzt erschienen Dramatic Works of Denis Johnston (1977) sowie Selected Plays of Denis Johnston (1984).
Seine Tochter ist die Romanautorin Jennifer Johnston.